# Zanesfield
Zanesfield ist ein Village in Logan County, Ohio, Vereinigte Staaten. Beim United States Census 2020 hatte der Ort 194 Einwohner. Es handelte sich damit um das kleinste inkorporierte Village im Logan County. Die amerikanische Volleyballnationalspielerin Nicole Fawcett wuchs hier auf.

## Geschichte
Zanesfield ist nach Isaac Zane benannt, der 1753 im damaligen Berkeley County in Virginia (heute Hardy County, West Virginia) geboren wurde. Isaac Zane war der jüngere Bruder von Ebenezer Zane, nach dem Zanesville, Ohio benannt wurde.
Im Jahr 1762 wurde Isaac als Siebenjähriger von Indianern vom Stamm der Wyandot gefangen und in den Stamm aufgenommen. Mit ihnen lebte er siebzehn Jahre lang am Sandusky River und nahm schließlich Myeerah („Weißer Kranich“), die Tochter des Häuptlings Tarhe, zur Frau.
Seine Verbindungen zu den Wyandot und die Kenntnisse der Sprachen waren Zane nützlich. Er wurde später ein Führer ein Führer für die Angehörigen der Kommission für das Northwest Territory während der Friedenskonferenz mit den Indianern. Als Anerkennung für diese Dienste erhielt Zane 1795 vom Kongress der Vereinigten Staaten am Mad River im heutigen Logan County 1800 Acre (rund 7,3 km²) Land zugesprochen. 1803 wurde er einer der ersten Räte der Jefferson Township. Isaac Zane starb 1816 und wurde bei Zanesfield begraben.

## Geographie
Zanesfields geographische Koordinaten sind 40° 20′ N, 83° 41′ W (40,338242, −83,677990). Das Martin Marmon House liegt in unmittelbarer Nähe der Ortschaft.
Nach den Angaben des United States Census Bureaus hat das Village eine Gesamtfläche von 0,3 km², die vollständig aus Land besteht. Durch den Ort führt keine State Route, die nächste Fernstraße ist der autobahnähnlich ausgebaute U.S. Highway 33. Vor dem Ausbau im Jahr 1964 verlief U.S. von Bellefontaine her teilweise auf der Trasse der heutigen County Road 540, dann südwärts auf der Water Street und entlang der Columbus Street in südöstlicher Richtung durch Zanesfield.

## Demographie
Zum Zeitpunkt des United States Census 2000 bewohnten Zanesfield 220 Personen. Die Bevölkerungsdichte betrug 707,9 Personen pro km². Es gab 105 Wohneinheiten, durchschnittlich 337,8 pro km². Die Bevölkerung Zanesfields bestand zu 99,10 % aus Weißen, 0,45 % Native American und 0,45 % nannten zwei oder mehr Rassen. Aus der Bevölkerung erklärte niemand, Hispano oder Latino jeglicher Rasse zu sein.
Die Bewohner Zanesfields verteilten sich auf 96 Haushalte, von denen in 29,2 % Kinder unter 18 Jahren lebten. 49,0 % der Haushalte stellten Verheiratete, 6,3 % hatten einen weiblichen Haushaltsvorstand ohne Ehemann und 39,6 % bildeten keine Familien. 35,4 % der Haushalte bestanden aus Einzelpersonen und in 13,5 % aller Haushalte lebte jemand im Alter von 65 Jahren oder mehr alleine. Die durchschnittliche Haushaltsgröße betrug 2,29 und die durchschnittliche Familiengröße 3,07 Personen.
Die Bevölkerung verteilte sich auf 25,5 % Minderjährige, 8,2 % 18–24-Jährige, 30,0 % 25–44-Jährige, 23,2 % 45–64-Jährige und 13,2 % im Alter von 65 Jahren oder mehr. Das Durchschnittsalter betrug 35 Jahre. Auf 100 Frauen entfielen 93,0 Männer. Bei den über 18-Jährigen entfielen auf 100 Frauen 102,5 Männer.
Das mittlere Haushaltseinkommen in Zanesfield betrug 41.667 US-Dollar und das mittlere Familieneinkommen erreichte die Höhe von 57.500 US-Dollar. Das Durchschnittseinkommen der Männer betrug 36.786 US-Dollar, gegenüber 23.500 US-Dollar bei den Frauen. Das Pro-Kopf-Einkommen belief sich auf 19.869 US-Dollar. 0,9 % der Bevölkerung und 0,0 % der Familien hatten ein Einkommen unterhalb der Armutsgrenze, davon waren 0,0 % der Minderjährigen und 4,3 % der Altersgruppe 65 Jahre und mehr betroffen.